# Дзежбя
Дзежбя (пол. Dzierzbia) — село в Польщі, у гміні Стависьки Кольненського повіту Підляського воєводства.
Населення — 353 особи (2011).
У 1975-1998 роках село належало до Ломжинського воєводства.

## Демографія
Демографічна структура станом на 31 березня 2011 року:
|          | Загалом | Допрацездатний вік | Працездатний вік | Постпрацездатний вік |
| -------- | ------- | ------------------ | ---------------- | -------------------- |
| Чоловіки | 181     | 32                 | 116              | 33                   |
| Жінки    | 172     | 51                 | 77               | 44                   |
| Разом    | 353     | 83                 | 193              | 77                   |